# Balince (Klina)
Pour les articles homonymes, voir Balince.
Balincë en albanais et Balince en serbe latin (en serbe cyrillique : Балинце) est une localité du Kosovo située dans la commune/municipalité de Klinë/Klina et dans le district de Pejë/Peć. Selon le recensement kosovar de 2011, elle compte 1 404 habitants, dont une majorité d'Albanais.
Selon le découpage administratif du Kosovo, la localité fait partie de la commune/municipalité de Malishevë/Mališevo, dans le district de Prizren.

## Démographie

### Évolution historique de la population dans la localité
| 1948 | 1953 | 1961 | 1971 | 1981 | 1991  | 2011  |
| ---- | ---- | ---- | ---- | ---- | ----- | ----- |
| 389  | 424  | 495  | 672  | 927  | 1 285 | 1 404 |

|  |